# Lars P. Jensen
Alf Børge Lars Peter Jensen (23. april 1909 i Gammel Holte – 9. oktober 1986) var en dansk politiker (Socialdemokraterne) og minister.
Lars P. Jensen havde flere ministerposter i de socialdemokratiske regeringer fra 1960 til 1966. 
Valgt i Silkeborgkredsen fra 1945 til 1966.
Formand for FDB i perioden 1966-76.
- Handelsminister (minister for handel, håndværk, industri og søfart) i Regeringen Viggo Kampmann I fra 31. marts 1960 til 18. november 1960
- Handelsminister (minister for handel, håndværk, industri og søfart) i Regeringen Viggo Kampmann II fra 18. november 1960 til 7. september 1961
- Indenrigsminister i Regeringen Viggo Kampmann II fra 7. september 1961 til 3. september 1962
- Indenrigsminister i Regeringen Jens Otto Krag I fra 3. september 1962 til 26. september 1964
- Indenrigsminister i Regeringen Jens Otto Krag II fra 26. september 1964 til 21. september 1966